# Trigonometopus zeylanicus
Trigonometopus zeylanicus är en tvåvingeart som beskrevs av Senior-white 1921. Trigonometopus zeylanicus ingår i släktet Trigonometopus och familjen lövflugor.
Artens utbredningsområde är Sri Lanka. Inga underarter finns listade i Catalogue of Life.